# 栗原正己
栗原 正己（くりはら まさき）は、日本の作曲家、編曲家、ベーシスト、リコーダー奏者。東京都西多摩郡瑞穂町出身、武蔵野美術大学造形学部視覚伝達デザイン学科卒。後述するように多岐に亘っての音楽活動で知られるが、近年は栗コーダーカルテットでのライブや作品発表を主としている。ゴーストのギタリストである栗原ミチオは弟。

## 略歴
1980年代中期に編曲家兼CM作曲家としてキャリアをスタートさせ、ヤマハポピュラーソングコンテスト出場曲やさねよしいさ子のデビュー・アルバムなどに携わる。作曲家としても2008年までの間に500本以上のCM音楽を制作した。
1992年冬、フランス・ブリュッヘンや吉沢実に影響を受けリコーダーを手にする。翌年に共同作業を開始した音楽ユニット・ハイポジの編曲等へも取り入れ、メンバーの近藤研二やサポートメンバーだった川口義之、関島岳郎と遊びでリコーダー合奏を行うようになり、1994年に栗コーダーカルテットを結成。並行して1999年から2007年までDC/PRGのベースを担当した。佐藤雅彦が手掛けるドンタコスのCMやピタゴラスイッチの挿入歌ではボーカルも務めている。
CMディレクターの中島信也とは武蔵野美術大学の同級生であり、在学中にバンド「ケチャップ」のメンバーとして共に活動。卒業後数年間は3LDKで共同生活を続け、一時はそこにデビュー前の岡村靖幸も居候していた。

## 主な楽曲提供作品

### テレビ番組
- ピタゴラスイッチ
- いないいないばあっ!
- おかあさんといっしょ
- みんなのうた
- ノージーのひらめき工房

### アニメーション
- カリフォルニア・クライシス 追撃の銃火
- あずまんが大王
- つり球
- トムトム☆ブー
- ぺとぺとさん
- 毎日かあさん

### 漫画（イメージアルバム）
- よつばと!

### 演劇
- 指輪ホテル「情熱」

### CM
- au「カケホとデジラ／登場」篇
- 花王 キュキュット
- Sony VAIO
- 大塚製薬 ポカリスエット
- アヲハタ 「アヲハタジャム」篇[11]
- 米久御殿場高原 あらびきポーク[12]
- ミツカン 「こなべっち」
- DNP
- ユニ・チャームはかせるおむつムーニーマン
- キリン一番搾り
- 湖池屋ドンタコス

## その他

### 声優
- キョロちゃん（2001年）（ソプラノ〈第91話Aパート〉）